# Цунамі Сатосі
Сатосі Цунамі (яп. 都並 敏史, нар. 14 серпня 1961, Сетаґая, Токіо) — японський футболіст, що грав на позиції захисника. По завершенні ігрової кар'єри — футбольний тренер.
Виступав, зокрема, за клуб «Йоміурі» (з 1992 року — «Верді Кавасакі»), а також національну збірну Японії.

## Клубна кар'єра
Народився 14 серпня 1961 року в місті Токіо, район Сетаґая. Займався футболом у вищій школі Фукусави
У дорослому футболі дебютував 1980 року виступами за команду «Йоміурі», в якій провів дванадцять сезонів, взявши участь у 206 матчах чемпіонату. Зі створенням у 1993 році Джей-ліги, «Йоміурі» було перейменоване у «Верді Кавасакі» і розпочало виступи у новому турнірі, де Цунамі провів наступні чотири сезони своєї ігрової кар'єри. За цей час виграв з командою низку національних трофеїв, а також Азійський кубок чемпіонів у 1987 році.
У сезоні 1996 року грав у команді «Авіспа Фукуока».
Завершив професійну ігрову кар'єру в клубі «Бельмаре Хірацука», за який виступав протягом 1997—1998 років.

## Виступи за збірну
1980 року дебютував в офіційних матчах у складі національної збірної Японії.
У складі збірної був учасником домашнього кубка Азії з футболу 1992 року, здобувши того року титул переможця турніру, а також розіграшу Кубка Короля Фахда 1995 року у Саудівській Аравії.
Протягом кар'єри у національній команді, яка тривала 16 років, провів у формі головної команди країни 78 матчів, забивши 2 голи.

## Кар'єра тренера
Розпочав тренерську кар'єру, повернувшись до футболу після невеликої перерви, 2005 року, очоливши тренерський штаб клубу «Вегалта Сендай».
У 2007 році очолював команду «Сересо Осака».
Наразі останнім місцем тренерської роботи був клуб «Йокогама», команду якого Сатосі Цунамі очолював як головний тренер 2008 року.

## Статистика
| Чемпіонат | Чемпіонат           | Чемпіонат | Ліга | Ліга | Кубок            | Кубок            | Кубок ліги      | Кубок ліги      | Всього | Всього |
| Сезон     | Клуб                | Ліга      | Ігри | Голи | Ігри             | Голи             | Ігри            | Голи            | Ігри   | Голи   |
| Японія    | Японія              | Японія    | Ліга | Ліга | Кубок Імператора | Кубок Імператора | Кубок Джей-ліги | Кубок Джей-ліги | Всього | Всього |
| --------- | ------------------- | --------- | ---- | ---- | ---------------- | ---------------- | --------------- | --------------- | ------ | ------ |
| 1980      | «Йоміурі»           | ЯФЛ       | 12   | 2    |                  |                  |                 |                 | 12     | 2      |
| 1981      | «Йоміурі»           | ЯФЛ       | 18   | 1    |                  |                  |                 |                 | 18     | 1      |
| 1982      | «Йоміурі»           | ЯФЛ       | 17   | 0    |                  |                  |                 |                 | 17     | 0      |
| 1983      | «Йоміурі»           | ЯФЛ       | 18   | 0    |                  |                  |                 |                 | 18     | 0      |
| 1984      | «Йоміурі»           | ЯФЛ       | 18   | 1    |                  |                  |                 |                 | 18     | 1      |
| 1985/86   | «Йоміурі»           | ЯФЛ       | 21   | 0    |                  |                  |                 |                 | 21     | 0      |
| 1986/87   | «Йоміурі»           | ЯФЛ       | 19   | 0    |                  |                  |                 |                 | 19     | 0      |
| 1987/88   | «Йоміурі»           | ЯФЛ       | 10   | 0    |                  |                  |                 |                 | 10     | 0      |
| 1988/89   | «Йоміурі»           | ЯФЛ       | 20   | 0    |                  |                  |                 |                 | 20     | 0      |
| 1989/90   | «Йоміурі»           | ЯФЛ       | 10   | 0    |                  |                  | 4               | 0               | 14     | 0      |
| 1990/91   | «Йоміурі»           | ЯФЛ       | 21   | 1    |                  |                  | 2               | 0               | 23     | 1      |
| 1991/92   | «Йоміурі»           | ЯФЛ       | 17   | 0    |                  |                  | 5               | 0               | 22     | 0      |
| 1992      | «Верді Кавасакі»    | Джей-ліга | -    | -    |                  |                  | 11              | 1               | 11     | 1      |
| 1993      | «Верді Кавасакі»    | Джей-ліга | 5    | 0    | 0                | 0                | 0               | 0               | 5      | 0      |
| 1994      | «Верді Кавасакі»    | Джей-ліга | 8    | 0    | 2                | 1                | 0               | 0               | 10     | 1      |
| 1995      | «Верді Кавасакі»    | Джей-ліга | 16   | 0    | 0                | 0                | -               | -               | 16     | 0      |
| 1996      | «Авіспа Фукуока»    | Джей-ліга | 21   | 0    | 1                | 0                | 11              | 0               | 33     | 0      |
| 1997      | «Авіспа Фукуока»    | Джей-ліга | 0    | 0    | 0                | 0                | 0               | 0               | 0      | 0      |
| 1997      | «Бельмаре Хірацука» | Джей-ліга | 6    | 0    | 0                | 0                | 0               | 0               | 6      | 0      |
| 1998      | «Бельмаре Хірацука» | Джей-ліга | 5    | 0    | 0                | 0                | 4               | 0               | 9      | 0      |
| Всього    | Всього              | Всього    | 266  | 5    | 3                | 1                | 37              | 1               | 306    | 7      |

| Збірна Японії | Збірна Японії | Збірна Японії |
| Роки          | Ігри          | Голи          |
| ------------- | ------------- | ------------- |
| 1980          | 3             | 0             |
| 1981          | 7             | 0             |
| 1982          | 8             | 0             |
| 1983          | 10            | 0             |
| 1984          | 5             | 0             |
| 1985          | 7             | 0             |
| 1986          | 5             | 2             |
| 1987          | 10            | 0             |
| 1988          | 0             | 0             |
| 1989          | 0             | 0             |
| 1990          | 0             | 0             |
| 1991          | 0             | 0             |
| 1992          | 10            | 0             |
| 1993          | 10            | 0             |
| 1994          | 0             | 0             |
| 1995          | 3             | 0             |
| Всього        | 78            | 2             |

## Досягнення

### Командні
- Чемпіон Японії: 1983, 1984, 1986-87, 1990-91, 1991-92, 1993, 1994
- Володар Кубка Імператора: 1984, 1986, 1987
- Володар Кубка японської ліги: 1979, 1985, 1991, 1992, 1993, 1994
- Володар Суперкубка Японії: 1984, 1994, 1995
- Володар Кубка азійських чемпіонів: 1987

### Збірна
- Володар Кубка Азії: 1992